# Rozea kenoyeri
Rozea kenoyeri är en bladmossart som beskrevs av William Russell Buck och H. Crum 1976 [1977. Rozea kenoyeri ingår i släktet Rozea och familjen Entodontaceae. Inga underarter finns listade i Catalogue of Life.